# Звєрєв Микола Іванович
Звєрєв Микола Іванович (пом. 25 листопада 1996) — радянський та український міліціонер, начальник відділу УБОЗ ГУМВС України в АР Крим.

## Службова діяльність
До 1996 року більшість злочинних авторитетів півострова знищили один одного у боротьбі за владу. Утім, за рахунок цього, незважаючи на власні втрати, зміцнилися і високо підняли голови найпотужніші бандитські формування. У ті роки кількість озброєних бойовиків в них вимірювалося сотнями.
Однією з останніх справ, які вів полковник Звєрєв, була справа про різанину у барі «Міраж», в результаті якої загинуло п'ять і було поранено сім осіб. Оперативники вийшли на замовника Пашу Звіра. За рік суд засудив його до розстрілу.
25 листопада 1996 року на вулиці Кечкеметській, полковник міліції Микола Звєрєв був убитий, коли ввечері повертався додому з роботи. Судмедекспертиза встановила, що всі удари були смертельні, оскільки завдавались цілеспрямовано у голову, імовірно, металевими прутами.

## Нагороди
Указом Президента України за високий професіоналізм і самовідданість у боротьбі зі злочинністю полковник міліції Микола Звєрєв нагороджений орденом «За мужність» І ступеня — посмертно. Цю нагороду з рук генерала Корнієнка отримав молодший син полковника Звєрєва, який пішов по стопах батька і вступив на службу в органи внутрішніх справ.